# 枫桥街道
枫桥街道，是中华人民共和国江苏省苏州市虎丘区下辖的一个乡镇级行政单位。

## 行政区划
枫桥街道下辖以下地区：
白马涧社区第一社区、白马涧社区第二社区、西津桥社区、康佳社区、东浜社区、马浜社区和枫津社区。